# یون گارانیو
یون گارانیو آرسالوس (اسپانیایی: Jon Garaño Arzalus‎؛ زادهٔ ۱۸ نوامبر ۱۹۷۴) کارگردان فیلم، فیلم‌نامه‌نویس، و تدوین‌گر اهل اسپانیا است. 
وی دانش‌آموختهٔ رشته فیلم‌سازی در «مرکز هنرهای نمایشی ساروبه» و دانشگاه ایالتی سن‌دیگو است. او در سال ۲۰۰۱ یک شرکت فیلم‌سازی را با تنی چند از همکارانش بنیان‌گذاری کرد. یون گارانیو تاکنون دو مرتبه نامزد دریافت صدف طلایی جشنواره بین‌المللی فیلم سن سباستین شده است و در سال ۲۰۱۷ برندهٔ «جایزه گویا برای بهترین فیلم‌نامه غیراقتباسی» شد.